# オートプシー
オートプシー（Autopsy）は、1987年にアメリカ合衆国で結成されたデスメタル・バンド。1995年に一度解散したが、2009年に再結成を果たした。

## 略歴
1987年、デスを脱退したクリス・レイファートが結成。同年、デモテープをレコーディング。 
1989年にはピースヴィル・レコードと契約を交わし、ファースト・アルバム『SEVERED SURVIVAL』をリリース。この頃の楽曲では『スクリーム・ブラッディ・ゴア』期のデスのようなスラッシュメタルに影響を受けたデスメタルをプレイしている。
1990年にEP『Retribution for the Dead』をリリース。この頃から徐々にドゥームメタルの要素を取り入れたおどろおどろしくもヘヴィなスタイルをとるようになっていく。セカンド・アルバムの『Mental Funeral』ではこのスタイルをよりおしすすめ、数多くのデスメタル・バンド、特にスウェーデンのシーンのバンドに多大な影響を与えた。
しかし、1993年のアメリカ・ツアーの結果が芳しくなかったことがオートプシーの解散の契機となった。
幾年もバンドの再結成が噂されたり、その可能性が否定されたりなどもしたが、2008年にファースト・アルバム『SEVERED SURVIVAL』のスペシャル・エディションに新曲を2曲提供するため、短期間ではあるが再結成された。
2009年、Maryland Deathfestに出演するため、再結成。
2010年にAbscessが解散すると、オートプシーは一時的に再結成するのではなく、継続して活動していくことが発表された。 
2011年には5枚目となるスタジオ・アルバム『Macabre Eternal』がリリースされた。

## 逸話
ポゼストやデスと並んで、オートプシーはデスメタルのパイオニアと考えられている。エントゥームド、ディスメンバー、ゴアフェスト、イモレーション、カンニバル・コープス、ディーサイドといった著名なバンドもオートプシーに影響を受けたと語っている。

## メンバー

### 現在のメンバー
- クリス・レイファート (Chris Reifert) – ドラム、リード・ボーカル (1987年–1995年、2009年– )、ベース (スタジオ 1988年–1990年、2009年–2010年)
- エリック・カトラー (Eric Cutler) – ギター、バック・ボーカル&リード・ボーカル (1987年–1995年、2009年– )、ベース (ライブ&スタジオ 1988年–1990年、2009年–2010年}
- ダニー・コラレス (Danny Coralles) – ギター (1988年–1995年、2009年– )、ベース (ライブ 1988年–1990年、2009年–2010年)
- グレッグ・ウィルキンソン (Greg Wilkinson) – ベース (2021年– )

### 旧メンバー
- スティーヴ・カトラー (Steve Cutler) – ベース (1990年–1991年)
- ジョシュ・バローン (Josh Barohn) – ベース (1991年–1993年)
- フリーウェイ・ミリオーレ (Freeway Migliore) – ベース (1993年–1995年)
- ジョー・トレヴィサーノ (Joe Trevisano) – ベース (2010年–2021年)

### セッション・ミュージシャン
- スティーヴ・ディジョルジオ (Steve Di Giorgio) – ベース (1988年–1989年)
- クリント・バウアー (Clint Bower) – ベース (1994年–1995年)

### ライブ・メンバー
- ダン・リルカー (Dan Lilker) – ベース (2009年–2010年)

## ディスコグラフィ

### スタジオ・アルバム
- 『SEVERED SURVIVAL』 - Severed Survival (1989年)
- Mental Funeral (1991年)
- Acts of the Unspeakable (1992年)
- Shitfun (1995年)
- Macabre Eternal (2011年)
- The Headless Ritual (2013年)
- 『ターニケッツ、ハックソーズ・アンド・グレイヴズ』 - Tourniquets, Hacksaws and Graves (2014年)
- Morbidity Triumphant (2022年)
- 『アッシュズ、オーガンズ、ブラッド&クリプツ』 - Ashes, Organs, Blood and Crypts (2023年)

### EP/シングル
- Retribution for the Dead (1990年)
- Fiend for Blood (1991年)
- The Tomb Within (2010年)
- 『スカル・グラインダー』 - Skull Grinder (2015年)
- Puncturing the Grotesque (2017年)

### ライブ・アルバム
- Tortured Moans of Agony (1998年)
- Dead as Fuck (2004年)
- Dark Crusades (2010年)
- 『LIVE IN CHICAGO』 - Live in Chicago (2020年)

### デモ
- 1987 Demo (1987年)
- Critical Madness (1988年)

### コンピレーション・アルバム
- Ridden with Disease (2000年)
- Torn from the Grave (2001年)
- All Tomorrow's Funerals (2012年)[11]
- Introducing Autopsy (2013年)